# 弗朗西斯·沃伦
弗朗西斯·沃伦（Francis E. Warren）（1844年6月20日—1929年11月24日），美国政治人物，共和党人。曾担任怀俄明州第1任州长，时间为1890年10月11日至1890年11月24日。

## 生平
1844年6月20日，弗朗西斯·沃伦生于美国马萨诸塞州欣斯代尔。1929年11月24日，在华盛顿去世，享年85岁。